# ماسامی اوباری
ماسامی اوباری (انگلیسی: Masami Ōbari؛ زادهٔ ۲۴ ژانویهٔ ۱۹۶۶) پویانما، و کارگردان فیلم اهل ژاپن است.